# L'home que udolava
"L'home que udolava" (títol original en anglès "The Howling Man") és el cinquè episodi de la segona temporada, i el 41è total de la sèrie de televisió d'antologia La Dimensió Desconeguda, Es va emetre originalment el 4 de novembre de 1960 a CBS. Ha estat doblat al català i emès per TV3. L'episodi es basava en la història curta de Charles Beaumont publicada al número de novembre de 1959 de la revista Rogue.

## Narració d'obertura
| « | La forma postrada del senyor David Ellington, erudit, buscador de la veritat i, lamentablement, trobador de la veritat. Un home que en breu sorgirà del seu esgotament per enfrontar-se a un problema que turmenta la humanitat des del principi dels temps. Un home que va trucar a una porta buscant un santuari i va trobar, en canvi, les vores exteriors de La Dimensió Desconeguda. | » |

## Argument
Mentre feia un viatge a peu per l'Europa Central després de la Primera Guerra Mundial cap al 1919, David Ellington es perd en una tempesta. Veu un antic castell, ara la llar d'una orde monàstica. Truca a la porta i demana ajuda. Li diu el monjo que obre la porta que no admeten visites. Després que Ellington demani més, el monjo va a parlar amb una persona que anomena germà Jerome, mentre Ellington espera i sent un udol semblant a un llop que prové de l'interior del castell. El monjo torna i, quan se li pregunta sobre els udols, diu que només és el vent. El monjo porta Ellington a trobar-se amb el germà Jerome, el líder de l'orde. Després que Ellington s'expliqui, el germà Jerome anuncia que no hi ha ajuda i que Ellington ha de marxar. Desconcertat, Ellington surt i s'enfonsa al passadís.
Quan Ellington es desperta, torna a sentir udols. Investiga i troba un home en una cel·la. L'home afirma haver estat injustament empresonat pels monjos "bojos", i colpejat pel germà Jerome fent servir el bastó que porta. Es veu a Ellington parlant amb el presoner i es porta de tornada al germà Jerome. Ellington accepta marxar, però també amenaça amb anar a la policia. El germà Jerome, pertorbat per l'amenaça d'Ellington, revela la veritat: el presoner és el mateix Diable, i només pot ser contingut pel "Bastó de la Veritat" del germà Jerome. El Diable havia vingut al poble poc després de la Primera Guerra Mundial per corrompre’l, però el germà Jerome va utilitzar el bastó per empresonar-lo. Aquestes accions han donat al món cinc anys de relativa pau. Ellington pretén creure la història; El germà Jerome no s'enganya i assigna un germà per vigilar-lo.
Ellington espera fins que el seu guàrdia s'adormi, després baixa cap a la cel·la i veu que la porta està tancada només per un bastó a l'abast de l'home empresonat. A instància de l'home, Ellington treu el bastó. El presoner surt de la cel·la i clava Ellington al terra amb un gest de la mà. Mentre camina cap a la sortida, comença a canviar, prenent l'aparença del Diable, abans de sortir del castell en una columna de fum. Arriba el germà Jerome, i explica tristament que la incapacitat de reconèixer el Diable sempre ha estat la gran debilitat de l'home.
Ellington ha estat explicant la seva història a una criada. Diu que des d'aleshores ha estat a la recerca del Diable per expiar el seu error, a través de la Segona Guerra Mundial, la Guerra de Corea i el desenvolupament d'armes nuclears. Finalment ho ha aconseguit, tancant el Diable en un armari barrat per un bastó semblant al del germà Jerome. Ellington té la intenció de tornar-lo al castell; adverteix a la mestressa escèptica que no tregui el personal sota cap circumstància. Tan bon punt se'n va Ellington, la minyona sent un udol darrere de la porta, treu el bastó i obre la porta.

## Narració de cloenda
| « | Dita antiga: "Pots agafar el diable, però no el pots aguantar molt de temps". Pregunteu al germà Jerome. Pregunteu a David Ellington. Ho saben i ho seguiran sabent fins al final dels seus dies i més enllà, a la Dimensió Desconeguda. | » |

## Repartiment
- H.M. Wynant com a David Ellington
- John Carradine com el germà Jerome
- Robin Hughes com The Howling Man
- Frederic Ledebur com el germà Christophorus
- Ezelle Poule com a mestressa

## Producció
Aquest va ser el primer episodi de la segona temporada que no va ser escrit per Rod Serling.
Charles Beaumont havia imaginat originalment que els monjos mantindrien el Diable empresonat posant una creu cristiana davant de la porta de la seva cel·la. Temorosos d'una reacció a la comunitat religiosa, els productors van substituir el "personal de la veritat" per les objeccions de Beaumont.